# Planica
Planica (în germană Ratschach-Matten) este o localitate în Rateče, nord-vestul Sloveniei, și o vale care se întinde din Rateče până în apropierea cunoscutei stațiuni Kranjska Gora. În sudul văii se află Tamar, care este punctul de plecare în drumețiile montane din Parcul Național Triglav.

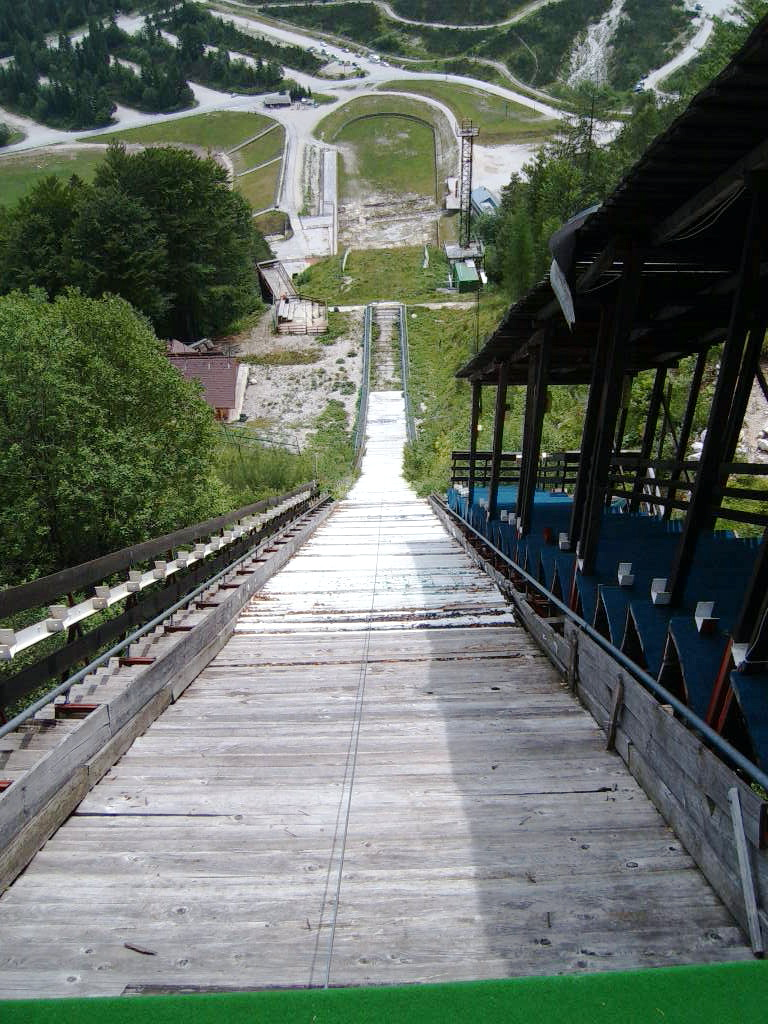
Trambulina de zbor cu schiurile Letalnica

Planica este renumită pentru trambulinele de sărituri și zbor cu schiurile, fiind denumită și "Valea trambulinelor". Prima trambulină de zbor cu schiurile a fost finalizată în 1930 și este situată pe muntele Ponca. În 1934 Stanko Bloudek a construit o trambulină mai mare, botezată Bloudkova Velikanka. Prima săritură peste 100 m a fost realizată de austriacul Sepp Bradl în 1936. În 1969 Lado și Janez Gorišek au construit cea mai mare trambulină de zbor cu schiurile din lume, care a primit numele Letalnica ("Mortala").

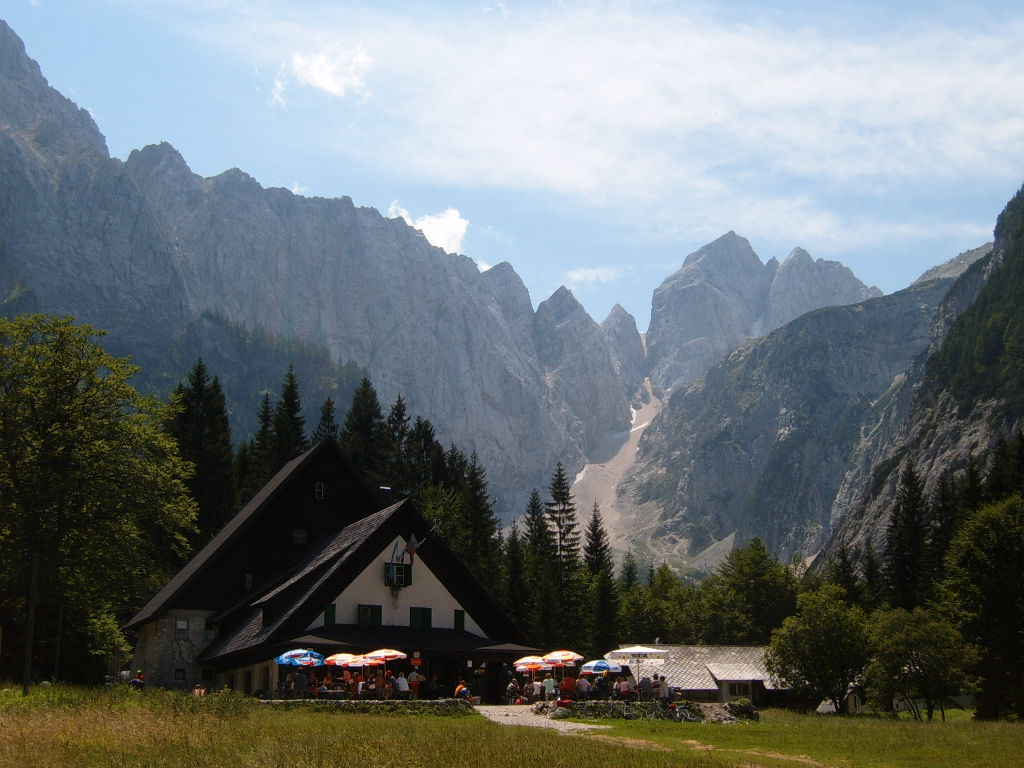
Tamar

În 1994, Toni Nieminen din Finlanda a fost primul competitor care a zburat peste 200 m. Recordul actual de zbor cu schiurile este de 252 m și a fost stabilit de japonezul Ryōyū Kobayashi în 2019.
În 2001 vechea trambulină Bloudkova Velikanka s-a prăbușit și nu a mai fost reconstruită din cauza unor probleme birocratice. Totuși federația internațională de schi permite desfășurarea competiților pe trambulina cu punctul de construcție de 185 m și mulți speră că Planica se va transforma într-un centru modern pentru sporturi de iarnă.